# Blind Faith
Blind Faith — офшорне нафтогазове родовище в Мексиканській затоці, розташоване за 250 км на південний схід від Нового Орлеану.

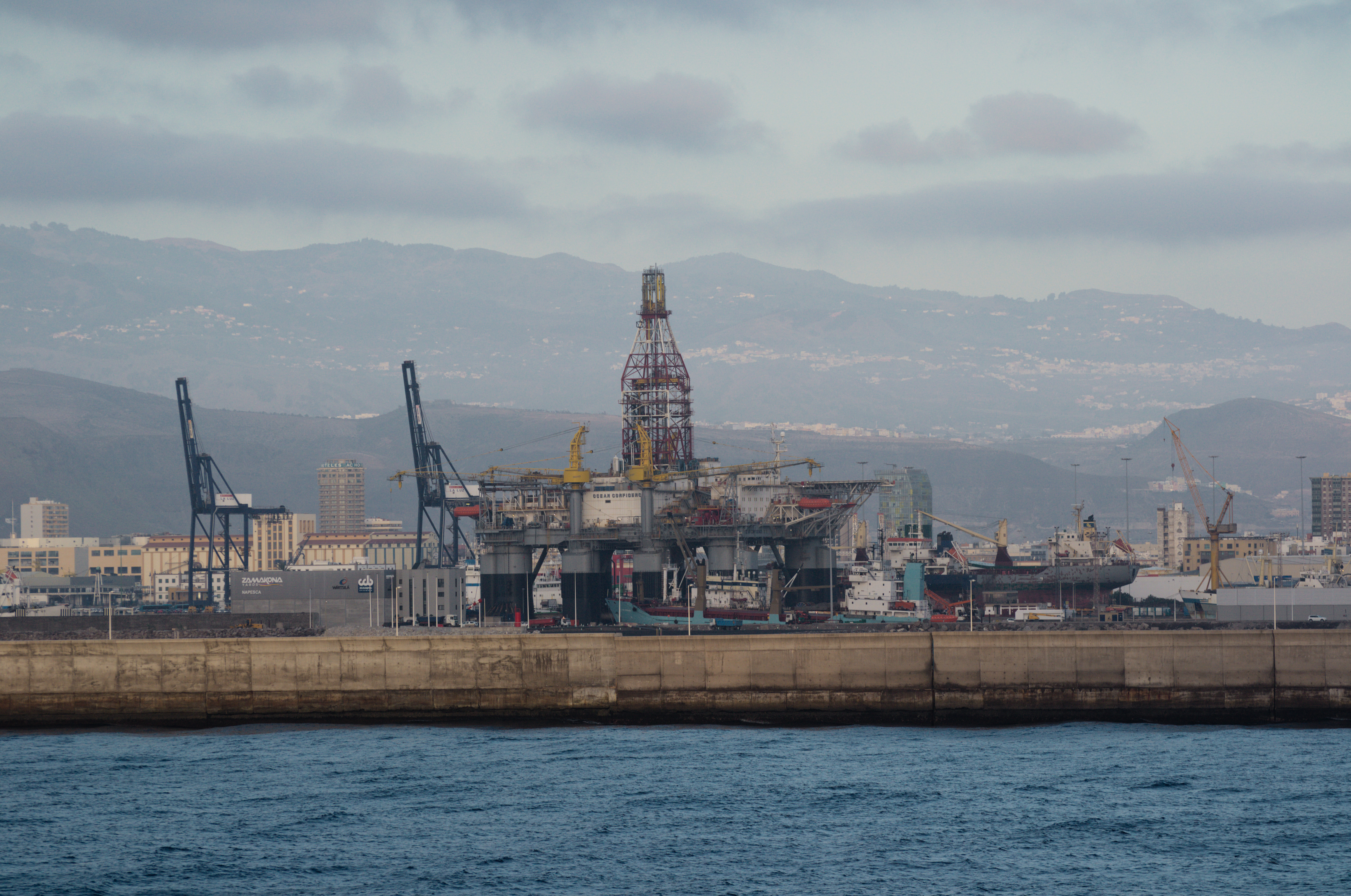
Напівзанурене бурове судно Ocean Confidence, з якого на Blind Faith пробурили свердловину-відкривач

## Опис
Родовище виявили у 2001 році внаслідок спорудження напівзануреним буровим судном Ocean Confidence розвідувальної свердловини, яка на глибині між 6370 та 7406 метрів нижче морського дна пройшла через кілька насичених вуглеводнями інтервалів загальною товщиною біля 60 метрів. Поклади виявились пов’язаними з пісковиками епохи міоцену, а розміри відкриття уточнили через три роки за допомогою оціночної свердловини. Станом на 2015 рік початкові видобувні запаси родовища оцінювались у  126 млн барелів нафти та 2,75 млрд м³ газу.

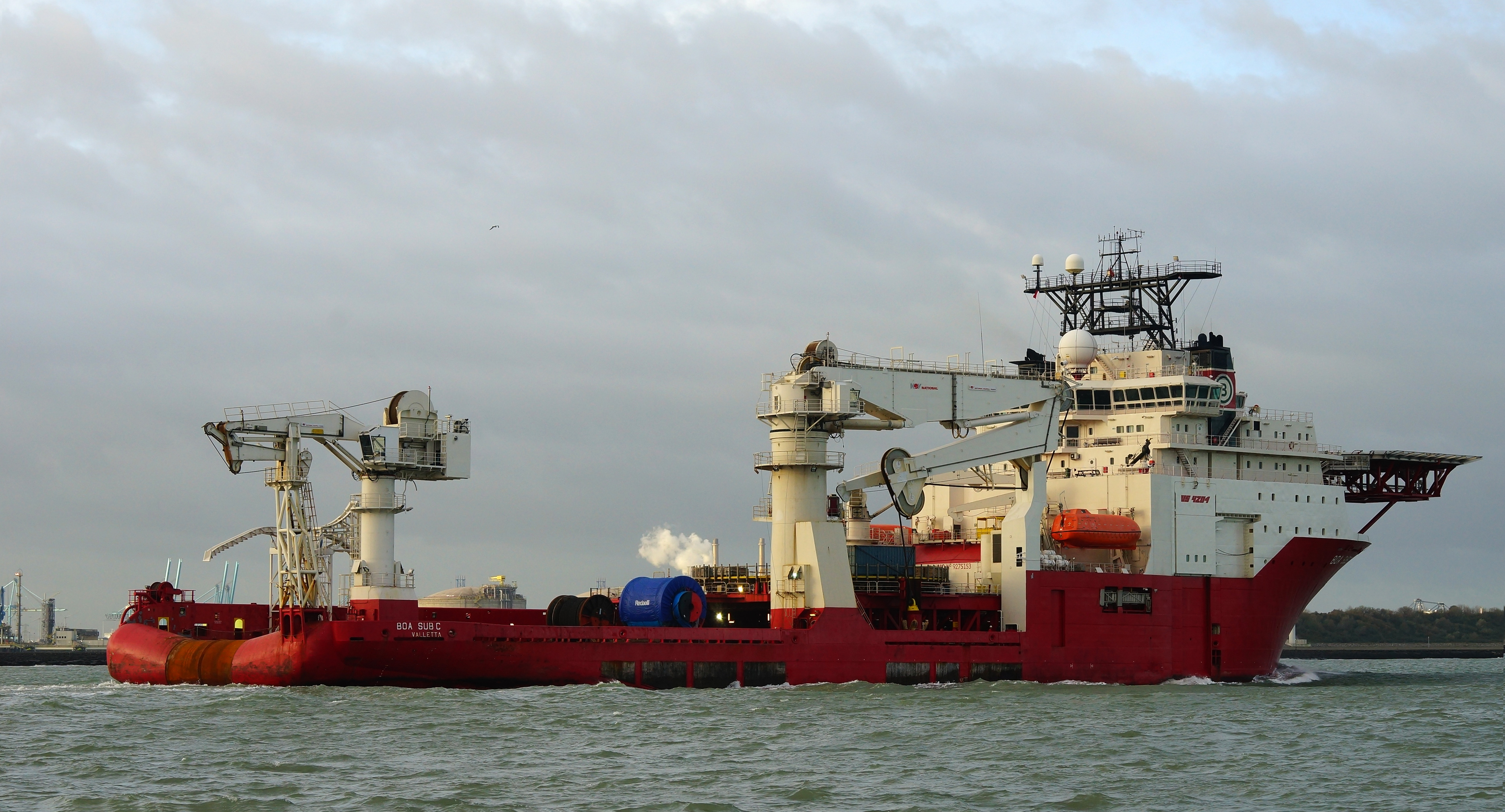
Глибоководне будівельне судно BOA Sub C, що провадило швартування платформи

Розробку Blind Faith організували за допомогою напівзануреної плавучої платформи, здатної при баластуванні осідати чотирма своїми опорами на 30 метрів. Її корпус спорудили на норвезькій верфі Aker Kværner Verdal, звідки доправили в Мексиканську затоку за допомогою судна для перевезення негабаритних вантажів Tern. Тут одне з підприємств Луїзіани спорудило на баржі надбудову з обладнанням («топсайд») вагою 7000 тонн, яку відіслали в Техас на верф Kiewit у Ingleside (північна сторона затоки Корпус-Крісті, навпроти однойменного міста). Тут змонтований на причальній стінці надпотужний кран (HLD, Heavy Lifting Device) підняв «топсайд» з баржі, а після заміни її на корпус платформи змонтував. Далі вже укомплектовану платформу відбуксирували до визначеного місця розташування в районі з глибиною моря 1981 метр та пришвартували за допомогою глибоководного будівельного судна BOA Sub C.

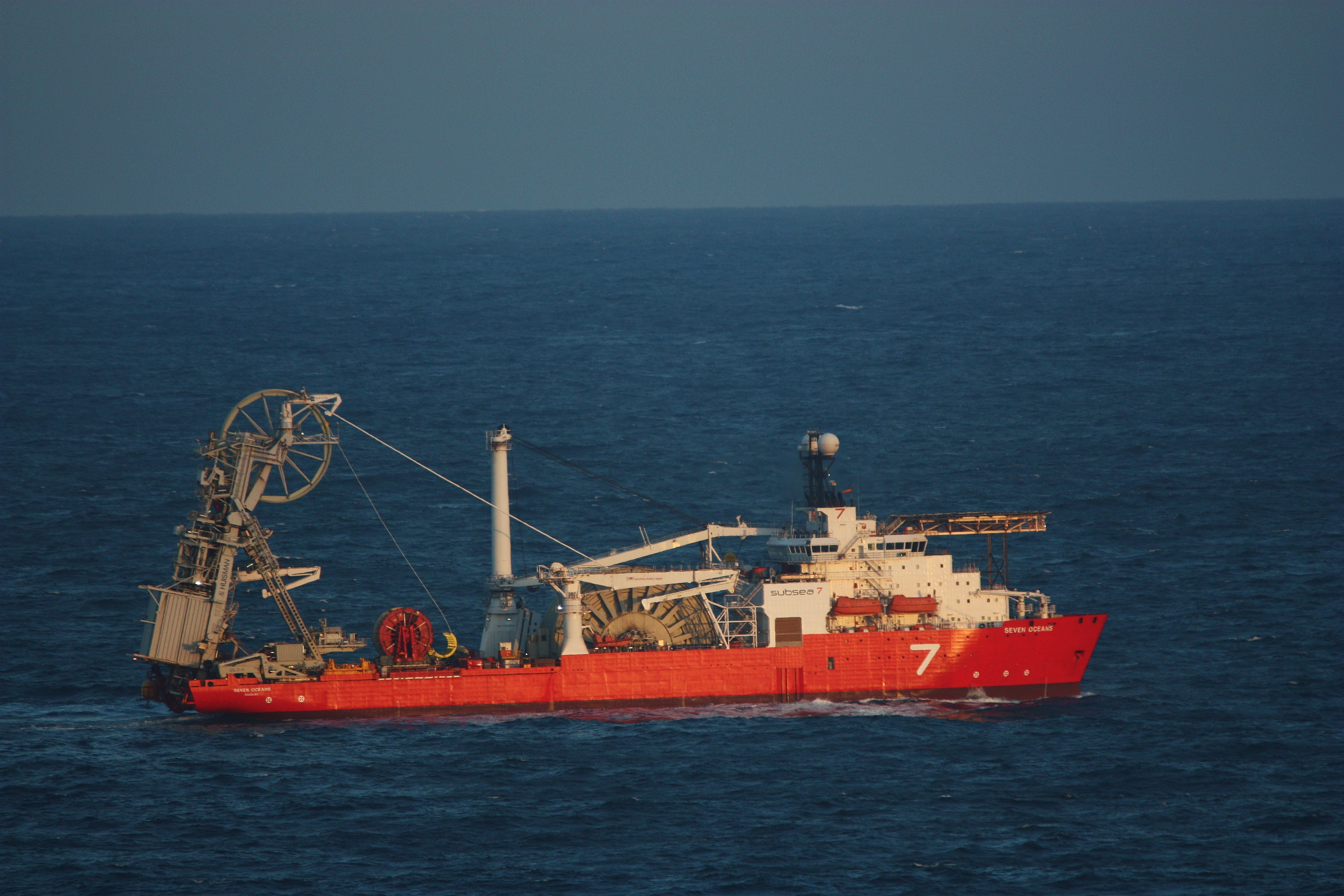
Трубоукладальне судно Seven Oceans, для якого роботи на Blind Faith стали першими в історії завдань

Підводне облаштування родовища включало центр буріння (кущ свердловин) на глибині 2118 метрів, піключений до чотирислотового маніфольду. Між останнім та платформою трубоукладальне судно Seven Oceans проклало з’єднувальні трубопроводи і райзери (лінії від придонного обладнання до плавучих потужностей), при цьому допоміжні операції з підключення райзерів провело судно водолазної підтримки DMT Emerald.
Нафта спрямовується на суходол через трубопровід Mountaineer (виходить на берег в Луїзіані в дельті Міссісіппі), тоді як газ подається до системи Canyon Chief. В обох випадках потрібно було прокласти перемички довжиною 37 миль
Першу продукцію з родовища отримали в листопаді 2008 року, а станом на кінець 2015-го накопичений видобуток Blind Faith склав 71 млн барелів нафти та 1,53 млрд м³ газу. Початкова потужність платформи становила 45 тисяч барелів нафти та 1,3 млн м³ газу на добу, при цьому існувала можливість модернізації до показників у 60 тисяч та 4,2 млн м³ на випадок необхідності підключення інших родовищ.